# Holetschek (Mondkrater)
Holetschek  ist ein Mondkrater in der südlichen Hemisphäre auf der Mondrückseite.
| Buchstabe | Position            | Durchmesser | Link |
| --------- | ------------------- | ----------- | ---- |
| N         | 30,41° S, 150,19° O | 19 km       |      |
| P         | 30,3° S, 149,62° O  | 14 km       |      |
| R         | 29,15° S, 147,87° O | 68 km       |      |
| Z         | 26,49° S, 151,22° O | 27 km       |      |